# Seif Kousmate
Seif Kousmate est un photographe documentaire marocain, né en 1988 à Essaouira
Il obtient le « Prix 6Mois de photojournalisme » en 2021.

## Biographie
Seif Kousmate est arrivé en France à l’âge de dix sept ans. Il obtient en 2012 un master « Ingénierie du bâtiment » à l’Université La Rochelle. Après une courte carrière de chef de projet dans le secteur du génie civil, il décide de se consacrer professionnellement à la photographie en 2016, après avoir réalisé un blog photographique, partageant ses histoires et rendant compte de ses voyages.
Alors qu’il réalisait en 2018 un reportage sur l’esclavage en Mauritanie, il est arrêté puis expulsé par les autorités,.
Autodidacte, Seif Kousmate travaille depuis à documenter sur différentes thématiques en Afrique :  la migration, la jeunesse, l’esclavage en Mauritanie.
Seif Kousmate vit entre la France et Casablanca. Il est représenté par le studio Hans Lucas. Son travail a été publié dans Newsweek, The Guardian, El Pais, Neue Zürcher Zeitung, Libération, Le Point, Le Vif, L’Obs, etc.

## Expositions
Liste non exhaustive
- 2019 : La jeunesse rwandaise, 25 ans après le génocide, Festival BarrObjectif, Barro[11]
- 2021 : Mon ami n'est pas d’ici, Institut du monde arabe-Tourcoing[12]

## Prix et récompenses
Liste non exhaustive
- 2018 : Joop Swart Masterclass
- 2018 : 6X6 Africa Global Talent Program du World Press Photo[1]
- 2018 : Bourse de la National Geographic Society[13]
- 2019 : Prix « Face à la Mer » des Rencontres photographiques de Tanger (Maroc)[14]
- 2021 : Prix 6Mois de photojournalisme[15]